# Listeners
Listeners (リスナーズ Risunāzu?) es una serie de anime original producida por el estudio MAPPA, creada por Jin y dirigida por Hiroaki Ando. Se estrenó el 3 de abril de 2020 en el bloque de programación Animeism de MBS.

## Sinopsis
La serie se desarrolla en un mundo posapocalíptico donde la Humanidad es defendida de los ataques de Earless por los Jugadores, este último ganando fama y fortuna en el camino. Echo Rec sueña con unirse a los Jugadores y pilotar un mecha propio, pero no tiene perspectivas de hacerlo, hasta que se encuentre con μ, una chica enigmática que ha perdido la memoria y tiene un puerto auxiliar en su cuerpo. Un puerto auxiliar significa un jugador; juntos, μ y Echo trabajan juntos hacia la fama y la fortuna.

## Personajes
Echo Wreck (エコヲ レック Ekowo Rekku?)
 Seiyū: Ayumu Murase
Myū (ミュウ Myū?)
 Seiyū: Rie Takahashi
Niru (ニル Niru?)
 Seiyū: Rie Kugimiya
Rozu (ロズ Rozu?)
 Seiyū: Kana Hanazawa
Denka (殿下 Denka?)
 Seiyū: Junichi Suwabe
Richie (リッチー Ritchī?)
 Seiyū: Yūto Uemura
Ride (ライド Raido?)
 Seiyū: Taku Yashiro
Janice (ジャニス Janisu?)
 Seiyū: Reina Ueda
Robert (ロバート Robāto?)
 Seiyū: Banjō Ginga
Hall (ロバート Hōru?)
 Seiyū: Hiro Shimono
Kim (キム Kimu?)
 Seiyū: Atsuko Tanaka
Wendy (ウェンディ Uendi?)
 Seiyū: Yōko Honna
Lisa (ウェンディ Risa?)
 Seiyū: Yukana
Leo Marshall (レオ・マーシャル Reo Māsharu?)
 Seiyū: Shigeru Chiba
Ein Neubauten (アイン・ノイバウテン?)
 Seiyū: Sayaka Ohara
Stür Neubauten (シュテュル・ノイバウテン?)
 Seiyū: Yōko Hikasa
Zende Neubauten (ツェンデ・ノイバウテン?)
 Seiyū: Tomoyo Kurosawa
Sueru Rekku (スエル・レック Sueru Rekku?)
 Seiyū: Rina Satō
McGee (マッギィ Maggyi?)
Seiyū: Chō
Sally Simpson (サリー・シンプソン?)
 Seiyū: Miyuri Shimabukuro
Tommy Walker (トミー・ウォーカー?)
Seiyū: Yūichi Nakamura
Field Marshal Ace (エース元帥?)
 Seiyū: Hōchū Ōtsuka
Birin Valentine (ビリン・ヴァレンタイン?)
 Seiyū: Nana Mizuki
Kevin Valentine (ケヴィン・ヴァレンタイン?)
 Seiyū: Kōichi Yamadera
Jimi Stonefree (ジミ・ストーンフリー?)
 Seiyū: Jun Fukuyama

## Producción y lanzamiento
La serie de anime original fue anunciada por Jin, el creador de Kagerou Project, el 8 de junio de 2019. La serie es animada por MAPPA y dirigida por Hiroaki Ando, con guiones de Dai Satō, diseño de personajes de Shinpei Kamada y música de L!th!um. Se estrenó el 3 de abril de 2020 en el bloque de programación Animeism de MBS, TBS y BS-TBS. Rie Takahashi interpretará los 12 temas finales de la serie.